# Матија Леваи
Матија Леваи (Кикинда, 27. децембар 1930. — Суботица, 15. новембар 2015) српски и југословенски је кларинетиста, уметник, инструменталиста завидне извођачке музикалности и технике, оркестарски и камерни музичар и педагог.

## Биографија
Матија Леваи је рођен у Кикинди 27. децембра 1930. године.
Студије кларинета уписао је 1952, а завршио 1957. године на Музичкој академији. у Београду у класи реномираног професора Бруно Бруна За време студентских дана свирао је и саксофон у мањим саставима.
По завршетку студија бавио се успешно педагошким радом до одласка у пензију. Био је професор кларинета у Основној и Средњој музичкој школи у Суботици.
У Суботици, док је радио у Музичкој школи, Матија Леваи је основао и био уметнички руководилац „Ансамбла за стару музику”. Ансамбл је постојао измедју 1974-1981. године. У истом месту, у периоду 1969-1976, Матија је основао и „Дувачки трио”.

### Извођачка делатност
Био је годинама солокларинетиста Суботичке филхармоније. Често је наступао као солиста и као члан камерних састава широм бивше Југославије, у Мађарској, Румунији, Чехословачкој.
Снимао је за све РТВ центре у бившој Југославији. Поред снимака класичне музике, у РТВ НС постоји велик број његових снимака мађарске народне музике које је остварио свирајући тарагото (стари мађарско-румунски народни инструмент веома сличан кларинету).

## Дипломе, признања и награде
- Златна значка КПЗ-а Србије за несебичан, предан и дуготрајан рад и стваралачки допринос у ширењу културе (Београд, 12. 5. 1980)
- Захвалница РТВ НС за вишегодишњи ванредни допринос у изградњи и остваривању програма (Нови Сад, 2. 9. 1974)
- Награда „Исидор Бајић” удружења музичких уметника Војводине за изузетан уметнички допринос (Нови Сад, 1974)
- Почасни члан УМПС за посебан допринос развоју музичке педагогије (Београд, 24. 11.1979).
- Захвалница поводом стогодишњице Суботичке филхармоније[6]